# 香蕉袋
香蕉袋是一种输液药品，内含营养成分和矿物质。香蕉袋常用来给人体补充营养，或者纠正内环境电解质失衡。其常见成分包括硫胺、叶酸和硫酸镁。由于这些物质使液体显黄色，因此昵称“香蕉袋”。

## refs
1. ↑  Jeffrey E Kelsey; D Jeffrey Newport & Charles B Nemeroff. . . Wiley-Interscience. 2006: 196–197. ISBN 978-0-471-79462-2.